# 仰吻腔吻鱈
仰吻腔吻鱈，為輻鰭魚綱鱈形目鼠尾鱈科的其中一種，分布於東南大西洋安哥拉外海海域，屬深海底棲性魚類，深度139-986公尺，體長可達40.5公分，棲息在底中層水域，生活習性不明。